# Michel de Beaupuy
Armand-Michel Bacharetie de Beaupuy (ur. 14 lipca 1755 w Mussidan, zm. 19 października 1796 w Val d'Enfer) – francuski generał z okresu rewolucji francuskiej.

## Życiorys

### Repubikanin o błękitnej krwi
Michel Beaupuy urodził się w roku 1755 w szlacheckiej rodzinie  z regionu Périgord. W wieku 16 lat wstąpił do armii królewskiej jako zwykły żołnierz. Dwa lata później był już kolejnym porucznikiem w pułku z Bassigny.

### Żołnierz republiki
W roku 1793, jako dowódca ochotniczego batalionu z Dordogne, Beaupuy został nagrodzony awansem do stopnia generała brygady. Uczestniczył w oblężeniu Mainz, a następnie wysłano go – na czele armii z Mainz – do Wandei w celu stłumienia powstania rojalistów. Tam odniósł zwycięstwo w bitwie pod La Tremblaye.
Brał udział w fazie operacyjnej  Virée de Galerne podczas wojny w Wandei. Był dwukrotnie ranny: po raz pierwszy pod Château-Gontier i po raz kolejny w trakcie oblężenia Angers. 
W roku 1794 przeniesiono go do Armii Renu, która walczyła w Niemczech przeciwko wojskom sasko-austriacko-pruskim. Beaupuy wyróżnił się w walkach pod Gorick i Forsheim. Podczas odwrotu generała Moreau ze Schwarzwaldu dowodził tylną strażą armii francuskiej. Właśnie wtedy w Val d'Enfer został śmiertelnie trafiony kulą armatnią.

## Upamiętnienie
- Pomnik w Volgelsheim

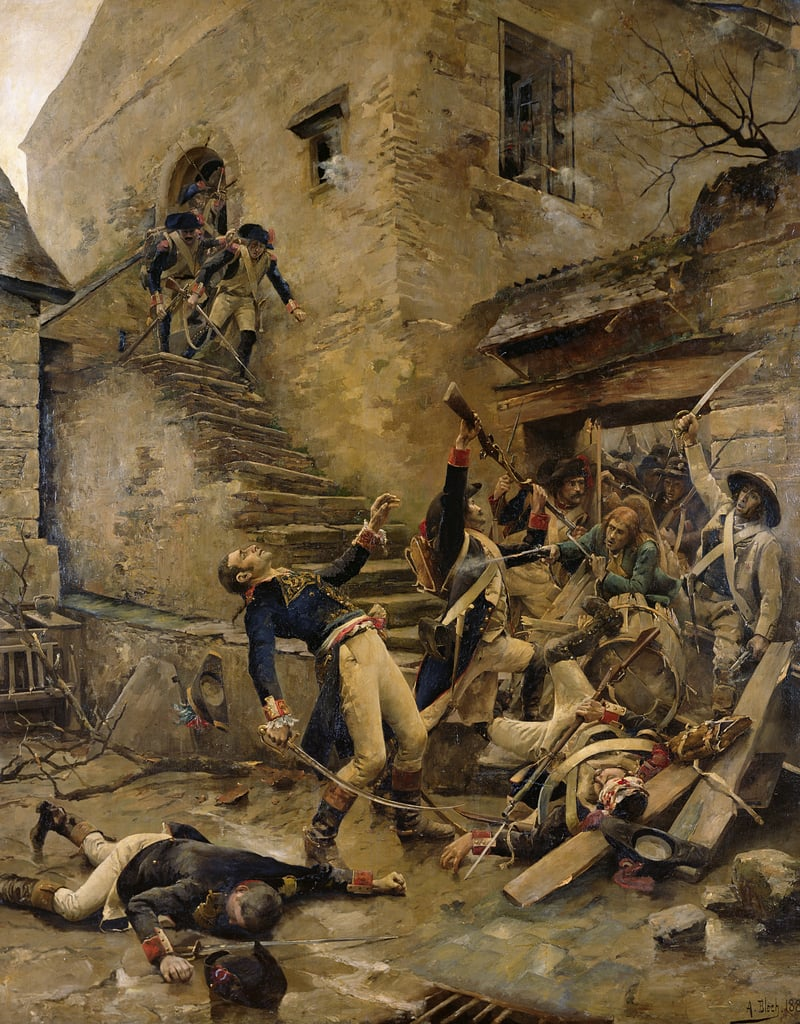
Śmierć generała Beaupuya podczas bitwy pod Entrames - obraz Alexandre'a Blocha (1888)

W roku 1801 rozpoczęto budowę pomnika w Volgelsheim. Do końca lat 50. XIX wieku pomnika nie ukończono i pozostawiano go na pastwę warunków atmosferycznych. Pułkownik Ferru nakazał odnowienie pomnika. Został on ukończony  w 1861 roku, przez przybyciem do tego regionu pułkownika na czele 63-go pułku piechoty. Odnowę i ukończenie pomnika sfinansowano na koszt żołnierzy oraz ludności miast  Neuf-Brisach oraz Mussidan. W roku 1940 monument został zniszczony przez Niemców. W roku 1979 odsłonięto w tym miejscu nowy pomnik na cześć Beaupuya. 
- Upamiętnienie nazwiska na Łuku Triumfalnym w Paryżu
- Upamiętnienie nazwiska w Wersalu